# 徐锦庚
徐锦庚（1963年3月2日—），浙江江山人，汉族，中华人民共和国記者、報告文學作家、政治人物，中国共产党党员。現任人民日报社山东分社社长、山东省新闻工作者协会副主席。第十三届全国人民代表大会山东省代表。

## 生平
徐锦庚出生于浙江开化县杨林镇东坑口村，籍贯浙江江山。1981年9月就讀青島海军潜艇学校。1985年6月加入中国共产党。1995年到宁波日报社工作。歷任宁波日报社农村部主任、光明日报社驻宁波记者站站长、人民日报华东分社驻宁波记者站站长，2005年1月調任人民日报社驻西藏记者站站长。曾在2008年拉薩三·一四事件期間撰寫有關報道，因業績突出而在2008年6月20日受到時任中共中央总书记胡锦涛的接見。2008年10月，調任人民日報社山東分社社長。
是中国作家协会和中国报告文学学会的会员。
2018年，徐锦庚被选为山东省出席第十三届全国人民代表大会代表。

## 榮譽
- 2014年，以长篇报告文学《中国民办教育调查》获第六届鲁迅文学奖[4]。